# 莫元邃
莫元邃，浙江会稽（今浙江绍兴）人，是一名清朝政治人物。
莫元邃曾于1853年接替孙丰任嘉定县知县一职，1854年由刘郇膏接任。